# Hàng hóa nhập khẩu song song
Hàng hoá nhập khẩu song song (chữ Anh: parallel import), còn gọi là hàng hoá nhập cảng song song, thông thường gọi là hàng hoá đường thủy, là hàng hoá không giả được nhập khẩu mà không đi qua đại lí chính thức có liên quan đến công việc thương mại. Đối lập với nhau, hàng hoá được nhập khẩu mà đi qua đại lí chính thức có liên quan đến công việc thương mại thì gọi là hàng hoá xác thực và được uỷ quyền (gọi tắt là hàng hoá đại lí). Hàng hoá nhập khẩu song song không hẳn đánh đồng với hàng hoá giả hiệu, nhưng mà bởi vì nguồn gốc lai lịch mờ ám và không lí giải, cho nên có nguy cơ mua phải hàng hoá giả mạo và bắt chước, bởi vì không đi qua đại lí có liên quan đến công việc thương mại do tổng công ty trực tiếp hoặc gián tiếp trao cho quyền để mà nhập khẩu, cho nên nếu hàng hoá có vấn đề thì khả năng không có cửa ngõ mà cầu xin giúp đỡ. Việc buôn bán hàng hoá nhập khẩu song song do xen lẫn hành vi của "chế tạo hợp pháp" và "nhập cảng phi pháp", nên lại hay gọi là "thị trường tro" (gray market). Nhìn vào pháp luật ở các nơi mà xác định, hàng hoá đường thủy của một thương phẩm nào đó có khả năng bị cấm chỉ tiêu thụ ở quốc gia hoặc vùng đất nào đó.
Hàng hoá đường thủy có tách biệt với hàng hoá giả hiệu, hàng hoá đường thủy cũng là hàng hoá chính đạo nguyên gói, chỉ là do tổng công ty sản xuất ở nhà máy của nước ngoài, lại chuyên chở đến nơi tiêu thụ rồi công khai bán đi bằng đường lối không giống nhau. Giá mua của hàng hoá đường thủy rẻ hơn so với hàng hoá đại lí, cái này khả năng là do có sai lệch đối với giá cả hàng hoá ở quốc gia khác nhau, hoặc giá thành mua hàng hoá đường thủy là thấp hơn so với hàng hoá đại lí. Tuy nhiên, nếu hàng hoá đó vẫn chưa tiến cử ở nơi tiêu thụ, thì giá mua của hàng hoá đường thủy khả năng là cao hơn so với nơi sản xuất từ lúc đầu.
Hàng hoá đường thủy tách biệt với hàng hoá đại lí thông thường về phương diện dịch vụ sau bán, sản phẩm điện tử và máy điện khí cụ điện của hàng hoá đại lí thông thường đều nương tựa vào dịch vụ bảo hành miễn phí hoặc thu phí có kì hạn, do đại lí có liên quan công việc thương mại đưa ra cung cấp. Hàng hoá đường thủy thì khả năng hoàn toàn không có dịch vụ bảo hành, hoặc do nhà buôn làm nghề mậu dịch nhập khẩu của hàng hoá đường thủy đưa ra cung cấp. Thông thường những cái bảo dưỡng này, sau khi hàng hoá tàn phá thì chỉ do đại biểu của nhà buôn làm nghề mậu dịch nhập khẩu của hàng hoá đường thủy là đem hàng hoá chuyên chở về nước xuất cảng làm công tác bảo trì và sửa chữa, hoặc do nhà buôn làm nghề mậu dịch nhập khẩu của hàng hoá đường thủy tự mình đưa ra cung cấp dịch vụ bảo trì và sửa chữa. Một ít đại lí có liên quan đến công việc thương mại thì đưa ra cung cấp dịch vụ bảo trì và sửa chữa cho hàng hoá đường thủy trong điều kiện ban đầu người tiêu dùng tự mình đảm trách tiền chi tiêu. Có nhà buôn sản xuất đưa ra cung cấp dịch vụ bảo vệ củng cố toàn cầu đối với sản phẩm của nó, thì hàng hoá đường thủy có hưởng thụ dịch vụ sau bán giống nhau với hàng hoá đại lí.

## Sản phẩm điện tử và máy điện, khí cụ điện
Thông thường mà nói, việc bán ra sản phẩm điện tử và máy điện khí cụ điện của hàng hoá đường thủy là không trái phép, nhưng mà hàng hoá đường thủy vẫn cần phù hợp yêu cầu pháp luật của vùng đất đó có liên quan đến sự an toàn của máy điện, khí cụ điện và hàng tiêu dùng.

### Ví dụ
- Vào tháng 12 năm 2004, Sony tiến cử máy chơi cầm tay PSP (PlayStation Portable) ở nước Nhật Bản, lúc đó vẫn chưa tiến cử ở địa phương khác, ở các nơi khác bao gồm Khu hành chính đặc biệt Hương Cảng, hàng hoá đường thủy lên đường đi vào thành phố, giá cả thì cao hơn so với nước Nhật Bản - nơi sản xuất từ lúc đầu.
- Vào tháng 09 năm 2012, công ty Apple tiến cử iPhone 5 điện thoại thông minh đời thứ 5, lúc đó chỉ tiến cử ở một số quốc gia. Ở các nơi khác bao gồm Đài Loan, hàng hoá đường thủy đến Khu hành chính đặc biệt Hương Cảng, giá cả thì cao hơn so với quốc gia bán hàng đợt đầu tiên.

## Sản phẩm xuất bản
Vật phẩm bản quyền thí dụ như quyển sách, đĩa hát, đĩa video, phần mềm của máy điện toán, v.v, do vì sức mua của người dân ở các vùng đất không giống nhau có thể tồn tại sự khác biệt rất lớn, nhưng mà giá thành sao chép các vật phẩm đó thấp, người nắm giữ bản quyền của nó sau khi cân nhắc toan lường lợi ích, thường thường bằng lòng làm xuống thấp giá bán ở vùng đất có sức mua thấp cốt để bán ra, vì vậy thuận lợi tồn tại sai lệch giá cả ở vùng đất không giống nhau. Người buôn hàng hoá đường thủy có thể mua vào vật phẩm bản quyền mà giá cả khá thấp từ một ít vùng đất nào đó rồi lại chuyên chở vào vùng đất khác mưu lợi bán ra. Để cho giảm bớt các loại tình huống đó, một ít quốc gia và vùng đất nào đó chế định pháp luật cấm chỉ hoặc hạn chế nhập cảng vật phẩm bản quyền của hàng hoá đường thủy, vì bảo vệ lợi ích của người nắm giữ bản quyền, song không thể cấm chỉ cá nhân mua vào hàng hoá đường thủy từ vùng đất bên ngoài mà tự mình sử dụng (có hạn chế số lượng, ngoài ra đồ vật xuất bản phi pháp ở nơi nhập cảng vẫn cứ có thể bị cự tuyệt mang theo vào).
Một ít nhà xuất bản nào đó yêu cầu cần đi qua nơi cấp cho quyền để được phát hành, bán ra hoặc trưng bày sách vở tài liệu của bản thân nhà xuất bản, cấm chỉ đem nó nhập cảng song song mà bán ra đến vùng đất khác.

## Dược phẩm
Tuyệt đại đa số quốc gia và vùng đất trên thế giới có sắp bày hệ thống đăng kí dược phẩm, thông thường chỉ cho phép nhà buôn làm nghề mậu dịch nhập khẩu mà đã được nhà buôn sản xuất trao cho quyền đề xuất xin phép đăng kí một dược phẩm nào đó để cho bán ra ở vùng đất đó. Trong tình huống đó, trừ phi pháp luật có sắp đặt miễn trừ, dược phẩm của hàng hoá đường thủy về căn bản không thể nhập khẩu hợp pháp để mà bán ra.

### Ví dụ
Tháng 12 năm 2005, Chính phủ Khu hành chính đặc biệt Hương Cảng chứng thật 2.700 liều vắc-xin cúm phổ biến Vaxigrip của hàng hoá đường thủy di chuyển vào Hương Cảng từ thành phố Thâm Quyến, trong đó 1.600 liều đã sử dụng, đồng thời có phòng khám chữa bệnh đã tiêm cho bệnh nhân những cái vắc-xin cúm phổ biến của hàng hoá đường thủy này, vắc-xin của hàng hoá đường thủy chưa qua đăng kí, thiếu thốn sự bảo chứng về chất lượng, cũng có thể không có bảo quản tích trữ theo nhiệt độ thích hợp, với thân thể của người tiếp nhận vắc-xin có thể có sự ảnh hưởng chưa biết.

## Khu mua bán tự do
Ngày 26 tháng 10 năm 2013, "Trung tâm bán hàng của khu mua bán tự do ở Thượng Hải" - một nền tảng công chúng WeChat của khu mua bán tự do, chính thức thành lập.
Ngày 07 tháng 01 năm 2015, khu thí nghiệm mua bán tự do (Thượng Hải) Trung Quốc mở ra thí điểm xe hơi nhập khẩu song song.